# Vlag van Waadhoeke

Vlag van Waadhoeke

De vlag van Waadhoeke is in 2016 ontworpen door de Fryske Rie foar Heraldyk, maar tot op heden nog niet door de gemeenteraad van Waadhoeke vastgesteld als gemeentevlag. De gemeente gebruikt momenteel een logovlag. De vlag kan als volgt worden beschreven:
Drie banen in de richting van de vluchtdiagonaal in blauw, geel en groen, waarvan de scheiding tussen de blauwe en de gele baan viermaal gegolfd is.
De vlag is samengesteld uit de drie meest voorkomende kleuren van de vlaggen van de voormalige gemeenten waaruit Waadhoeke is ontstaan en toont, net als het wapen, de geografische ligging van de gemeente. De Rie schrijft over het ontwerp: Het wad links boven; een blauwe golvende “hoek”, met aansluitend de kleuren geel (de dijk, een deel van de “gouden hoep”) en groen voor het achterliggende land. Op deze manier geeft de vlag de naam weer en refereert de schuine baan aan die in het wapen en de vlag van Westergo.

## Afbeeldingen

Het wapen van Waadhoeke